# Juovvavaretjärnarna (Jokkmokks socken, Lappland, 735179-171347)
Juovvavaretjärnarna är en sjö i Jokkmokks kommun i Lappland och ingår i Luleälvens huvudavrinningsområde.